# سوزان ميسنر
سوزان ميسنر (بالإنجليزية: Susan Misner)‏ هي راقصة وممثلة أمريكية، ولدت في 8 فبراير 1971 في الولايات المتحدة.

## أعمال

### أفلام
- (2002) شيكاغو[3]

### مسلسلات
- الأمريكيون[4]
- إن سي آي إس
- بيرسون أوف إنترست
- ذا غود وايف
- التحقيق في موقع الجريمة
- فتاة النميمة

## وصلات خارجية
- سوزان ميسنر على موقع IMDb (الإنجليزية)
- سوزان ميسنر على موقع ألو سيني (الفرنسية)
- سوزان ميسنر على موقع أول موفي (الإنجليزية)
- سوزان ميسنر على موقع قاعدة بيانات برودواي على الإنترنت (الإنجليزية)
- سوزان ميسنر على موقع قاعدة بيانات الأفلام السويدية (السويدية)
- سوزان ميسنر على موقع ديسكوغز (الإنجليزية)
- سوزان ميسنر على موقع قاعدة بيانات الفيلم (الإنجليزية)
- سوزان ميسنر على موقع كينوبويسك (الروسية)